# Јунион Спрингс (Њујорк)
Јунион Спрингс (енгл. Union Springs) град је у америчкој савезној држави Њујорк.

## Демографија
По попису из 2010. године број становника је 1.197, што је 123 (11,5%) становника више него 2000. године.
| Група             | 2000.         | 2010.         |
| Белци             | 1.043 (97,1%) | 1.115 (93,1%) |
| Афроамериканци    | 13 (1,2%)     | 18 (1,5%)     |
| Азијати           | 2 (0,2%)      | 14 (1,2%)     |
| Хиспаноамериканци | 7 (0,7%)      | 37 (3,1%)     |
| Укупно            | 1.074         | 1.197         |